# Necropoli Anguilla
La necropoli Anguilla è un sito archeologico rinvenuto nel territorio di Ribera, comune italiano della provincia di Agrigento in Sicilia.

## Descrizione
La necropoli della media e tarda età del bronzo (XIII secolo a.C.) è stata rinvenuta nel 1982 a sud dell'abitato di Ribera, in località contrada Anguilla.
È costituita da tombe di due tipi: a grotticella artificiale e a camera. Alcune sono precedute da un "dromos", un corridoio lungo da 1,5 a 5 m da dove si accede alla vera e propria tomba. Quest'ultima consiste in una o due camere con volta a cupola (Thòlos), con un gradino sul quale veniva adagiato il defunto e gli oggetti votivi (vasi, anelli, armi, utensili).
Sono le uniche tombe per dimensione e tipologia nella Sicilia occidentale.